# EW Весов
EW Весов (лат. EW Librae) — одиночная переменная звезда в созвездии Весов на расстоянии (вычисленном из значения параллакса) приблизительно 79550 световых лет (около 24390 парсеков) от Солнца. Видимая звёздная величина звезды — от +17,1m до +16,4m.

## Характеристики
EW Весов — пульсирующая переменная звезда типа RR Лиры (RRC).